# 러브씬
"러브씬"은 2013년에 개봉한 대한민국의 영화이다.

## 캐스팅
- 김준원
- 권소현
- 한요준
- 황복순
- 장효진
- 한요준
- 정우준
- 윤희진
- 최현호
- 윤지아
- 이선희
- 김성현